# Rendzina

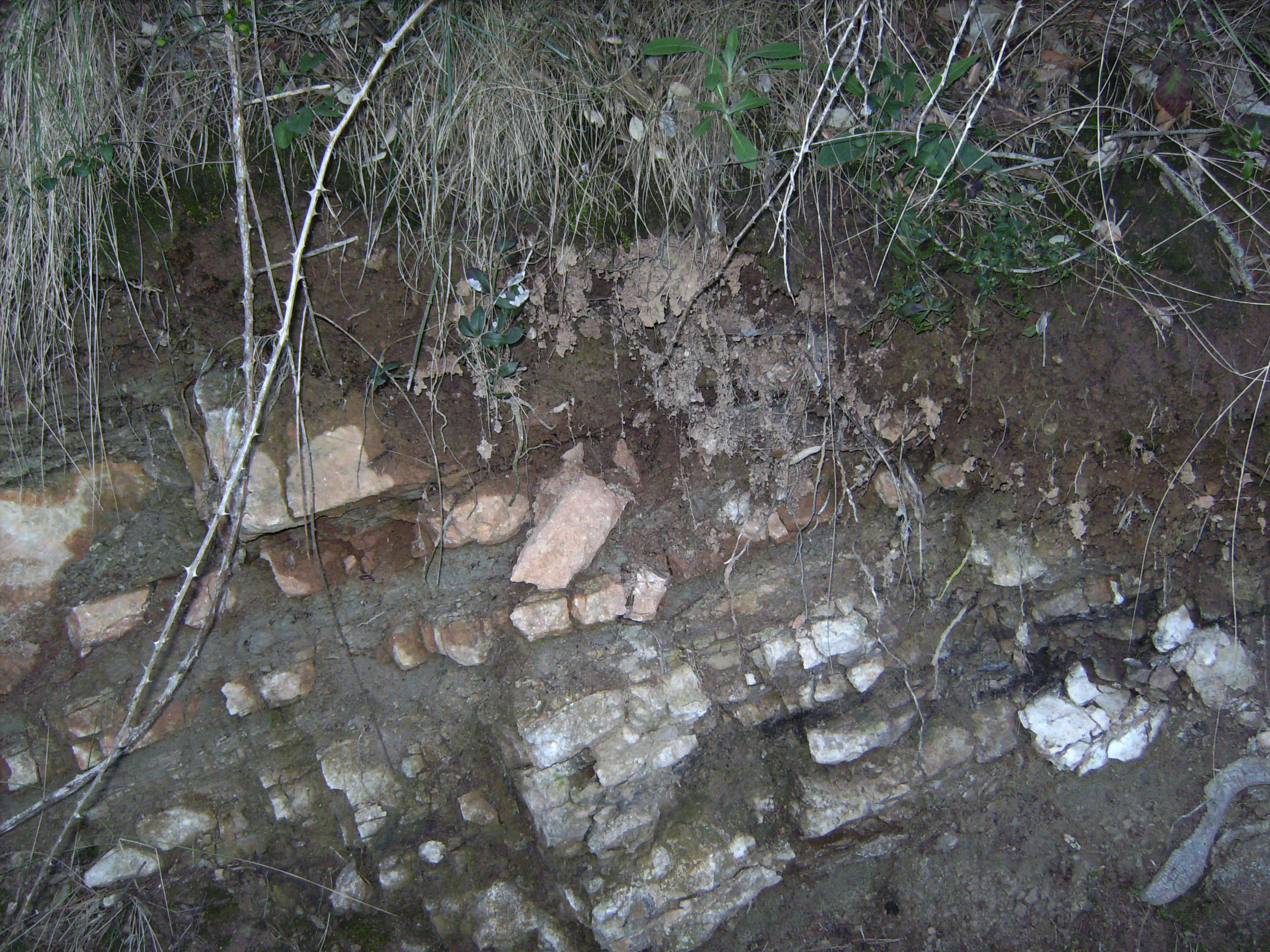
Suolo di tipo rendzina a Serra de Castelltallat, in Catalogna

Le rendzine sono  suoli giovani sviluppatisi su substrati calcarei, nei quali si osserva elevata pietrosità, derivante dalla roccia madre calcarea ancora inalterata.

## Etimologia
L'etimologia del nome è particolare: viene dal polacco colloquiale rzędzić (suonare, fare rumore), con riferimento al rumore prodotto durante l'aratura a causa dei frequenti impatti dell'aratro metallico con le pietre.

## Morfologia
Le rendzine sono suoli non eccelsi, data la scarsa profondità e la poca acqua disponibile; si osserva la formazione di complessi fra argilla e humus, stabilizzati dall'abbondanza di ioni calcio. Quest'ultimo ione, se presente in eccesso rispetto all'humus, può divenire fattore limitante della fertilità naturale; possono inoltre aversi problemi di ritenzione del fosforo, immobilizzato sotto forma di apatite.